# .ck
.ck je internetová národní doména nejvyššího řádu pro Cookovy ostrovy (podle ISO 3166-2:CK).

## Domény druhé úrovně
Existují pouze následující domény druhého řádu:
- .co.ck: komerční využití
- .biz.ck: komerční využití
- .org.ck: neziskové organizace
- .edu.ck: vzdělávací instituce
- .gov.ck: parlament
- .net.ck: správa sítě
- .gen.ck: pro jednotlivce a organizace